# Konjic
Konjic – miasto w Bośni i Hercegowinie, w Federacji Bośni i Hercegowiny, w kantonie hercegowińsko-neretwiańskim, siedziba gminy Konjic. W 2013 roku liczyła 10 732 mieszkańców, z czego większość stanowili Boszniacy.

## Charakterystyka
Konjic leży w Hercegowinie nad rzeką Neretwą. Wiedzie przezeń trasa z Mostaru do Sarajewa. Posiada dostęp do sieci kolejowej. Na wschód od Konjica, na głębokości 280 m, funkcjonował schron nuklearny powstały na użytek Jugosłowiańskiej Armii Ludowej.
Pierwsze wzmianki o mieście pochodzą z 1356 roku. Nosiło wówczas nazwę Neretva. W pierwszej połowie XVI wieku wzniesiono pierwszy miejski meczet. W 1945 roku, w wyniku działań wojennych, zniszczeniu uległ XVII-wieczny Kamienny Most.

## Galeria

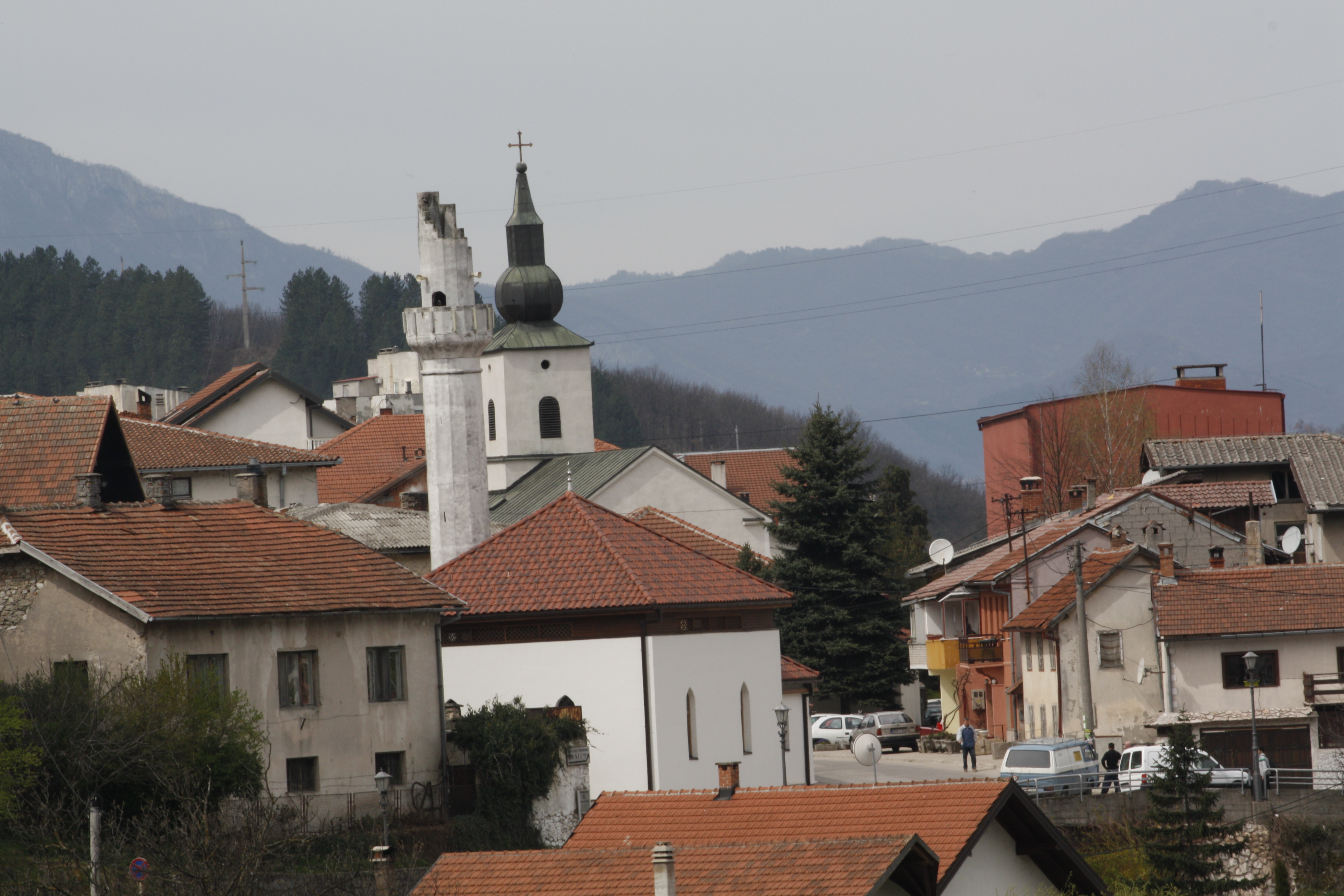
Kościół pw. św. Bazylego
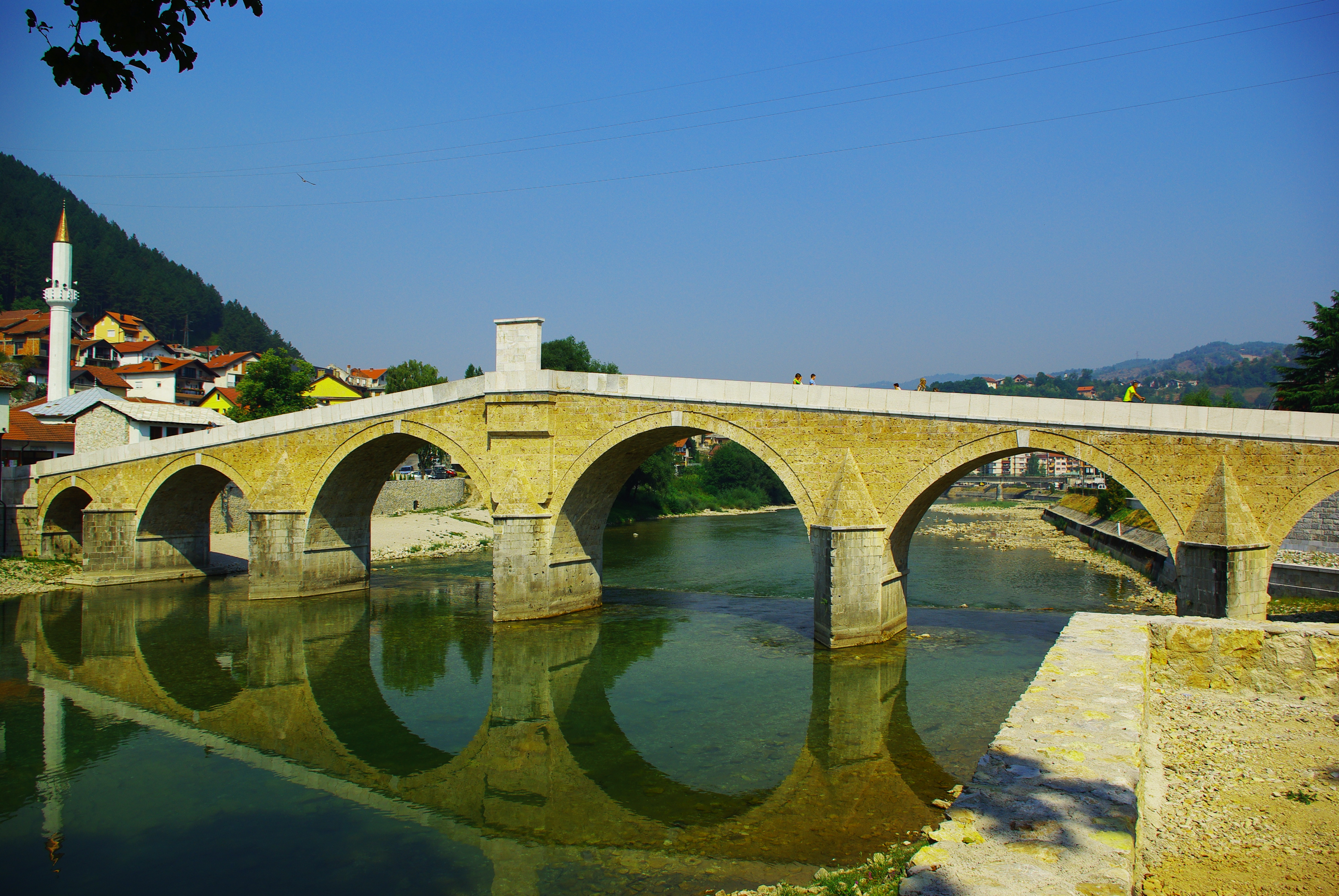
Stary Most
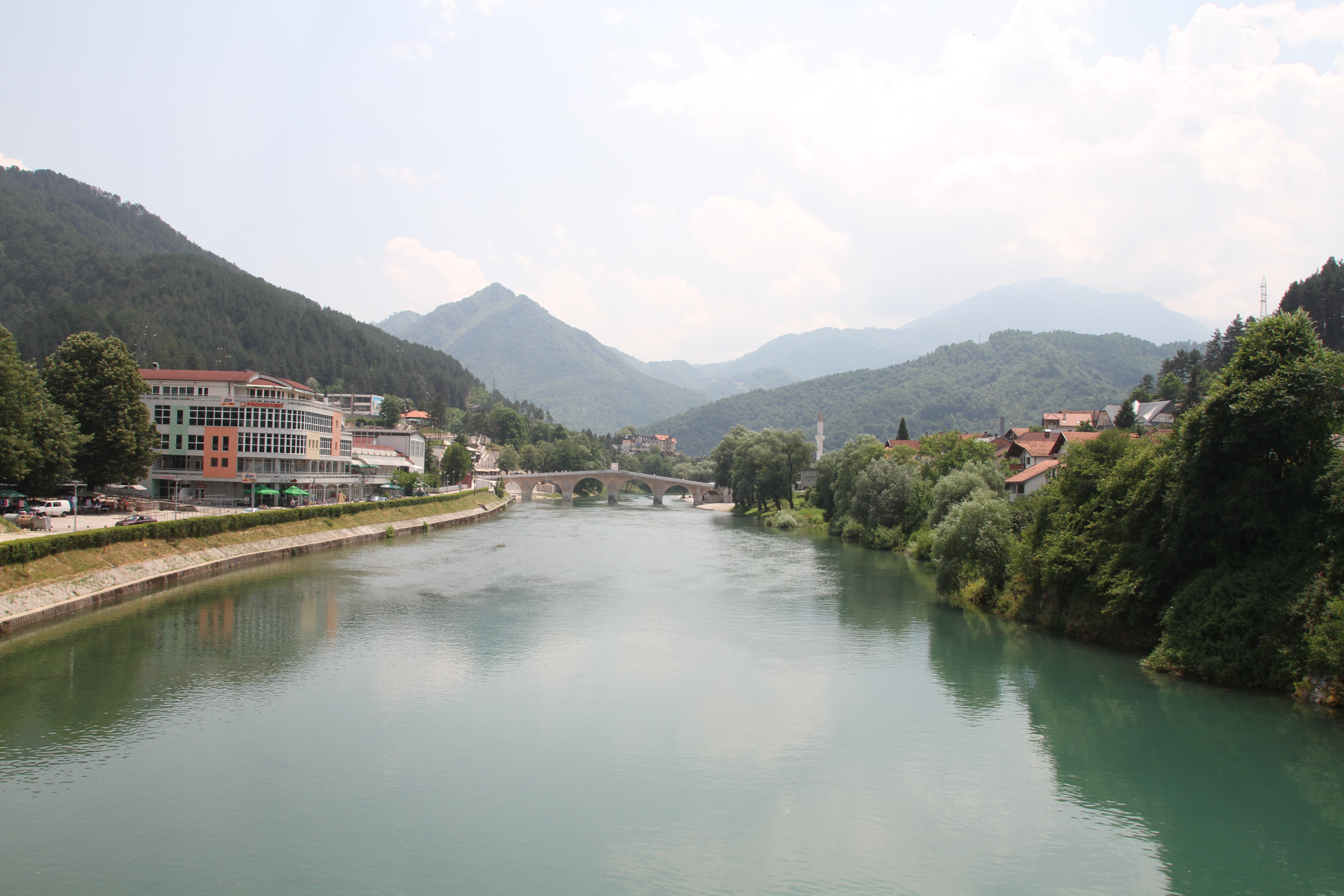
Neretwa w Konjicu